# Dubai Tennis Championships

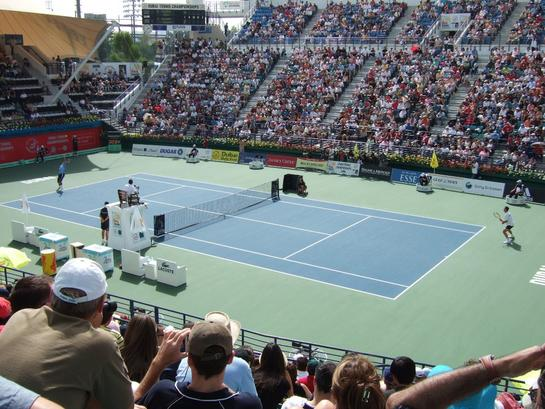
Una foto dell'edizione del 2006

Il Dubai Tennis Championships è un torneo professionistico di tennis che si disputa a Dubai, Emirati Arabi Uniti, su campi di cemento. Viene organizzato un torneo sia maschile (dal 1993), che femminile (dal 2001), sotto il nome di Dubai Duty Free Men's and Women's Open.essendo organizzato e di proprietà della Dubai Duty Free Company, ed è sotto il patronato dello sceicco Mohammed bin Rashid Al Maktoum, vicepresidente e primo ministro degli Emirati e sindaco di Dubai.
È stato votato dai tennisti come miglior torneo della categoria ATP Tour 250 nel 1998, e miglior torneo della categoria ATP Tour 500 per 11 volte, dal 2003 al 2006 e dal 2008 al 2014. Nel 2015 e nel 2019 è stato votato come miglior torneo Premier. Nel 2021 diventa ad anni alterni con il torneo femminile di Doha un torneo WTA 500 e WTA 1000. Dal 2024 il torneo femminile diventa stabilmente di categoria superiore, WTA 1000.

## Albo d'oro

### Torneo maschile

#### Singolare
| Anno | Categoria                 | Vincitore             | Finalista             | Punteggio         |
| ---- | ------------------------- | --------------------- | --------------------- | ----------------- |
| 1993 | World Series              | Karel Nováček         | Fabrice Santoro       | 6–4, 7–5          |
| 1994 | World Series              | Magnus Gustafsson     | Sergi Bruguera        | 6–4, 6–2          |
| 1995 | World Series              | Wayne Ferreira        | Andrea Gaudenzi       | 6–3, 6–3          |
| 1996 | World Series              | Goran Ivanišević      | Albert Costa          | 6–4, 6–3          |
| 1997 | World Series              | Thomas Muster         | Goran Ivanišević      | 7–5, 7–6(3)       |
| 1998 | World Series              | Àlex Corretja         | Félix Mantilla        | 7–6(0), 6–1       |
| 1999 | World Series              | Jérôme Golmard        | Nicolas Kiefer        | 6–4, 6–2          |
| 2000 | International Series      | Nicolas Kiefer        | Juan Carlos Ferrero   | 7–5, 4–6, 6–3     |
| 2001 | International Series Gold | Juan Carlos Ferrero   | Marat Safin           | 6–2, 3–1 ritirato |
| 2002 | International Series Gold | Fabrice Santoro       | Younes El Aynaoui     | 6–4, 3–6, 6–3     |
| 2003 | International Series Gold | Roger Federer (1)     | Jiří Novák            | 6–1, 7–6(2)       |
| 2004 | International Series Gold | Roger Federer (2)     | Feliciano López       | 4–6, 6–1, 6–2     |
| 2005 | International Series Gold | Roger Federer (3)     | Ivan Ljubičić         | 6–1, 6(6)–7, 6–3  |
| 2006 | International Series Gold | Rafael Nadal          | Roger Federer         | 2–6, 6–4, 6–4     |
| 2007 | International Series Gold | Roger Federer (4)     | Michail Južnyj        | 6–4, 6–3          |
| 2008 | International Series Gold | Andy Roddick          | Feliciano López       | 6(8)–7, 6–4, 6–2  |
| 2009 | ATP 500                   | Novak Đoković (1)     | David Ferrer          | 7–5, 6–3          |
| 2010 | ATP 500                   | Novak Đoković (2)     | Michail Južnyj        | 7–5, 5–7, 6–3     |
| 2011 | ATP 500                   | Novak Đoković (3)     | Roger Federer         | 6–3, 6–3          |
| 2012 | ATP 500                   | Roger Federer (5)     | Andy Murray           | 7–5, 6–4          |
| 2013 | ATP 500                   | Novak Đoković (4)     | Tomáš Berdych         | 7–5, 6–3          |
| 2014 | ATP 500                   | Roger Federer (6)     | Tomáš Berdych         | 3–6, 6–4, 6–3     |
| 2015 | ATP 500                   | Roger Federer (7)     | Novak Đoković         | 6–3, 7–5          |
| 2016 | ATP 500                   | Stan Wawrinka         | Marcos Baghdatis      | 6–4, 7–6(13)      |
| 2017 | ATP 500                   | Andy Murray           | Fernando Verdasco     | 6–3, 6–2          |
| 2018 | ATP 500                   | Roberto Bautista Agut | Lucas Pouille         | 6–3, 6–4          |
| 2019 | ATP 500                   | Roger Federer (8)     | Stefanos Tsitsipas    | 6–4, 6–4          |
| 2020 | ATP 500                   | Novak Đoković (5)     | Stefanos Tsitsipas    | 6–3, 6–4          |
| 2021 | ATP 500                   | Aslan Karacev         | Lloyd Harris          | 6–3, 6–2          |
| 2022 | ATP 500                   | Andrej Rublëv         | Jiří Veselý           | 6–3, 6–4          |
| 2023 | ATP 500                   | Daniil Medvedev       | Andrej Rublëv         | 6–2, 6–2          |
| 2024 | ATP 500                   | Ugo Humbert           | Aleksandr Bublik      | 6–4, 6–3          |
| 2025 | ATP 500                   | Stefanos Tsitsipas    | Félix Auger-Aliassime | 6–3, 6–3          |

#### Doppio
| Anno | Categoria                 | Vincitori                               | Finalisti                            | Punteggio            |
| ---- | ------------------------- | --------------------------------------- | ------------------------------------ | -------------------- |
| 1993 | World Series              | John Fitzgerald Anders Järryd           | Grant Connell Patrick Galbraith      | 6–2, 6–1             |
| 1994 | World Series              | Todd Woodbridge Mark Woodforde          | Darren Cahill John Fitzgerald        | 6–7, 6–4, 6–2        |
| 1995 | World Series              | Grant Connell (1) Patrick Galbraith     | Tomás Carbonell Francisco Roig       | 6–2, 4–6, 6–3        |
| 1996 | World Series              | Byron Black Grant Connell (2)           | Karel Nováček Jiří Novák             | 6–0, 6–1             |
| 1997 | World Series              | Sander Groen Goran Ivanišević           | Sandon Stolle Cyril Suk              | 7–6, 6–3             |
| 1998 | World Series              | Mahesh Bhupathi (1) Leander Paes (1)    | Donald Johnson Francisco Montana     | 6–2, 7–5             |
| 1999 | World Series              | Wayne Black Sandon Stolle (1)           | David Adams John-Laffnie de Jager    | 4–6, 6–1, 6–4        |
| 2000 | International Series      | Jiří Novák David Rikl (1)               | Robbie Koenig Peter Tramacchi        | 6–2, 7–5             |
| 2001 | International Series Gold | Joshua Eagle Sandon Stolle (2)          | Daniel Nestor Nenad Zimonjić         | 6–4, 6–4             |
| 2002 | International Series Gold | Mark Knowles (1) Daniel Nestor (1)      | Joshua Eagle Sandon Stolle           | 3–6, 6–3, [13–11]    |
| 2003 | International Series Gold | Leander Paes (2) David Rikl (2)         | Wayne Black Kevin Ullyett            | 6–3, 6–0             |
| 2004 | International Series Gold | Mahesh Bhupathi (2) Fabrice Santoro (1) | Jonas Björkman Leander Paes          | 6–2, 4–6, 6–4        |
| 2005 | International Series Gold | Martin Damm Radek Štěpánek              | Jonas Björkman Fabrice Santoro       | 6–2, 6–4             |
| 2006 | International Series Gold | Paul Hanley (1) Kevin Ullyett           | Mark Knowles Daniel Nestor           | 1–6, 6–2, [10–1]     |
| 2007 | International Series Gold | Fabrice Santoro (2) Nenad Zimonjić      | Mahesh Bhupathi Radek Štěpánek       | 7–5, 6(3)–7, [10–7]  |
| 2008 | International Series Gold | Mahesh Bhupathi (3) Mark Knowles (2)    | Martin Damm Pavel Vízner             | 7–5, 7–6(7)          |
| 2009 | ATP 500                   | Rik De Voest Dmitrij Tursunov           | Martin Damm Robert Lindstedt         | 4–6, 6–3, [10–7]     |
| 2010 | ATP 500                   | Simon Aspelin Paul Hanley (2)           | Lukáš Dlouhý Leander Paes            | 6–2, 6–3             |
| 2011 | ATP 500                   | Michail Južnyj Serhij Stachovs'kyj      | Jérémy Chardy Feliciano López        | 4–6, 6–3, [10–3]     |
| 2012 | ATP 500                   | Mahesh Bhupathi (4) Rohan Bopanna (1)   | Mariusz Fyrstenberg Marcin Matkowski | 6–4, 3–6, [10–5]     |
| 2013 | ATP 500                   | Mahesh Bhupathi (5) Michaël Llodra      | Robert Lindstedt Nenad Zimonjić      | 7–6(6), 7–6(6)       |
| 2014 | ATP 500                   | Rohan Bopanna (2) Aisam-ul-Haq Qureshi  | Daniel Nestor Nenad Zimonjić         | 6–4, 6–3             |
| 2015 | ATP 500                   | Rohan Bopanna (3) Daniel Nestor (2)     | Aisam-ul-Haq Qureshi Nenad Zimonjić  | 6–4, 6–1             |
| 2016 | ATP 500                   | Simone Bolelli Andreas Seppi            | Feliciano López Marc López           | 6–2, 3–6, [14–12]    |
| 2017 | ATP 500                   | Jean-Julien Rojer (1) Horia Tecău (1)   | Rohan Bopanna Marcin Matkowski       | 4–6, 6–3, [10–3]     |
| 2018 | ATP 500                   | Jean-Julien Rojer (2) Horia Tecău (2)   | James Cerretani Leander Paes         | 6–2, 7–6(2)          |
| 2019 | ATP 500                   | Rajeev Ram Joe Salisbury                | Ben McLachlan Jan-Lennard Struff     | 7–6(4), 6–3          |
| 2020 | ATP 500                   | John Peers Michael Venus (1)            | Raven Klaasen Oliver Marach          | 6–3, 6–2             |
| 2021 | ATP 500                   | Juan Sebastián Cabal Robert Farah       | Nikola Mektić Mate Pavić             | 7–6(0), 7–6(4)       |
| 2022 | ATP 500                   | Tim Pütz Michael Venus (2)              | Nikola Mektić Mate Pavić             | 6–3, 6(5)–7, [16–14] |
| 2023 | ATP 500                   | Maxime Cressy Fabrice Martin            | Lloyd Glasspool Harri Heliövaara     | 7–6(2), 6–4          |
| 2024 | ATP 500                   | Tallon Griekspoor Jan-Lennard Struff    | Ivan Dodig Austin Krajicek           | 6–4, 4–6, [10–6]     |
| 2025 | ATP 500                   | Yuki Bhambri Alexei Popyrin             | Harri Heliövaara Henry Patten        | 3–6, 7-6(12), [10–8] |

### Torneo femminile

#### Singolare
| Anno | Categoria | Campionessa                | Finalista            | Punteggio        |
| ---- | --------- | -------------------------- | -------------------- | ---------------- |
| 2001 | Tier II   | Martina Hingis             | Nathalie Tauziat     | 6–4, 6–4         |
| 2002 | Tier II   | Amélie Mauresmo            | Sandrine Testud      | 6–4, 7–6(3)      |
| 2003 | Tier II   | Justine Henin-Hardenne (1) | Monica Seles         | 4–6, 7–6(4), 7–5 |
| 2004 | Tier II   | Justine Henin-Hardenne (2) | Svetlana Kuznecova   | 7–6(3), 6–3      |
| 2005 | Tier II   | Lindsay Davenport          | Jelena Janković      | 6–4, 3–6, 6–4    |
| 2006 | Tier II   | Justine Henin-Hardenne (3) | Marija Šarapova      | 7–5, 6–2         |
| 2007 | Tier II   | Justine Henin (4)          | Amélie Mauresmo      | 6–4, 7–5         |
| 2008 | Tier II   | Elena Dement'eva           | Svetlana Kuznecova   | 4–6, 6–3, 6–2    |
| 2009 | Premier 5 | Venus Williams (1)         | Virginie Razzano     | 6–4, 6–2         |
| 2010 | Premier 5 | Venus Williams (2)         | Viktoryja Azaranka   | 6–3, 7–5         |
| 2011 | Premier 5 | Caroline Wozniacki         | Svetlana Kuznecova   | 6–1, 6–3         |
| 2012 | Premier   | Agnieszka Radwańska        | Julia Görges         | 7–5, 6–4         |
| 2013 | Premier   | Petra Kvitová              | Sara Errani          | 6–2, 1–6, 6–1    |
| 2014 | Premier   | Venus Williams (3)         | Alizé Cornet         | 6–3, 6–0         |
| 2015 | Premier 5 | Simona Halep (1)           | Karolína Plíšková    | 6–4, 7–6(4)      |
| 2016 | Premier   | Sara Errani                | Barbora Strýcová     | 6–0, 6–2         |
| 2017 | Premier 5 | Elina Svitolina (1)        | Caroline Wozniacki   | 6–4, 6–2         |
| 2018 | Premier   | Elina Svitolina (2)        | Daria Kasatkina      | 6–4, 6–0         |
| 2019 | Premier 5 | Belinda Bencic             | Petra Kvitová        | 6–3, 1–6, 6–2    |
| 2020 | Premier   | Simona Halep (2)           | Elena Rybakina       | 3–6, 6–3, 7–6(5) |
| 2021 | WTA 1000  | Garbiñe Muguruza           | Barbora Krejčíková   | 7–6(6), 6–3      |
| 2022 | WTA 500   | Jeļena Ostapenko           | Veronika Kudermetova | 6–0, 6–4         |
| 2023 | WTA 1000  | Barbora Krejčíková         | Iga Świątek          | 6–4, 6–2         |
| 2024 | WTA 1000  | Jasmine Paolini            | Anna Kalinskaja      | 4–6, 7–5, 7–5    |
| 2025 | WTA 1000  | Mirra Andreeva             | Clara Tauson         | 7–6(1), 6–1      |

#### Doppio
| Anno | Categoria | Vincitrici                                             | Finaliste                             | Punteggio           |
| ---- | --------- | ------------------------------------------------------ | ------------------------------------- | ------------------- |
| 2001 | Tier II   | Yayuk Basuki Caroline Vis                              | Karina Habšudová Åsa Svensson         | 6–0, 4–6, 6–2       |
| 2002 | Tier II   | Barbara Rittner María Vento-Kabchi                     | Sandrine Testud Roberta Vinci         | 6–3, 6–2            |
| 2003 | Tier II   | Svetlana Kuznecova Martina Navrátilová                 | Cara Black Elena Lichovceva           | 6–3, 7–6(7)         |
| 2004 | Tier II   | Janette Husárová Conchita Martínez                     | Svetlana Kuznecova Elena Lichovceva   | 6–0, 1–6, 6–3       |
| 2005 | Tier II   | Virginia Ruano Pascual Paola Suárez                    | Svetlana Kuznecova Alicia Molik       | 6(7)–7, 6–2, 6–1    |
| 2006 | Tier II   | Květa Peschke Francesca Schiavone                      | Svetlana Kuznecova Nadia Petrova      | 3–6, 7–6(1), 6–3    |
| 2007 | Tier II   | Cara Black (1) Liezel Huber (1)                        | Svetlana Kuznecova Alicia Molik       | 7–6(6), 6–4         |
| 2008 | Tier II   | Cara Black (2) Liezel Huber (2)                        | Yan Zi Zheng Jie                      | 7–5, 6–2            |
| 2009 | Premier 5 | Cara Black (3) Liezel Huber (3)                        | Marija Kirilenko Agnieszka Radwańska  | 6–3, 6–3            |
| 2010 | Premier 5 | Nuria Llagostera Vives María José Martínez Sánchez (1) | Květa Peschke Katarina Srebotnik      | 7–6(5), 6–4         |
| 2011 | Premier 5 | Liezel Huber (4) María José Martínez Sánchez (2)       | Květa Peschke Katarina Srebotnik      | 7–6(5), 6–3         |
| 2012 | Premier   | Liezel Huber (5) Lisa Raymond                          | Sania Mirza Elena Vesnina             | 6–2, 6–1            |
| 2013 | Premier   | Bethanie Mattek-Sands Sania Mirza                      | Nadia Petrova Katarina Srebotnik      | 6–4, 2–6, [10–7]    |
| 2014 | Premier   | Alla Kudrjavceva Anastasija Rodionova                  | Raquel Kops-Jones Abigail Spears      | 6–2, 5–7, [10–8]    |
| 2015 | Premier 5 | Tímea Babos Kristina Mladenovic                        | Garbiñe Muguruza Carla Suárez Navarro | 6–3, 6–2            |
| 2016 | Premier   | Chuang Chia-jung Darija Jurak (1)                      | Caroline Garcia Kristina Mladenovic   | 6–4, 6–4            |
| 2017 | Premier 5 | Ekaterina Makarova Elena Vesnina                       | Andrea Hlaváčková Peng Shuai          | 6–2, 4–6, [10–7]    |
| 2018 | Premier   | Chan Hao-ching Yang Zhaoxuan                           | Hsieh Su-wei Peng Shuai               | 4–6, 6–2, [10–6]    |
| 2019 | Premier 5 | Hsieh Su-wei (1) Barbora Strýcová (1)                  | Lucie Hradecká Ekaterina Makarova     | 6–4, 6–4            |
| 2020 | Premier   | Hsieh Su-wei (2) Barbora Strýcová (2)                  | Barbora Krejčíková Zheng Saisai       | 7–5, 3–6, [10–5]    |
| 2021 | WTA 1000  | Alexa Guarachi Darija Jurak (2)                        | Xu Yifan Yang Zhaoxuan                | 6–0, 6–3            |
| 2022 | WTA 500   | Veronika Kudermetova (1) Elise Mertens                 | Ljudmyla Kičenok Jeļena Ostapenko     | 6–1, 6–3            |
| 2023 | WTA 1000  | Veronika Kudermetova (2) Ljudmila Samsonova            | Chan Hao-ching Latisha Chan           | 6–4, 6(4)–7, [10–1] |
| 2024 | WTA 1000  | Storm Hunter Kateřina Siniaková (1)                    | Nicole Melichar-Martinez Ellen Perez  | 6–4, 6–2            |
| 2025 | WTA 1000  | Kateřina Siniaková (2) Taylor Townsend                 | Hsieh Su-wei Jeļena Ostapenko         | 7–6(5), 6–4         |